# Buddhizmus Oroszországban

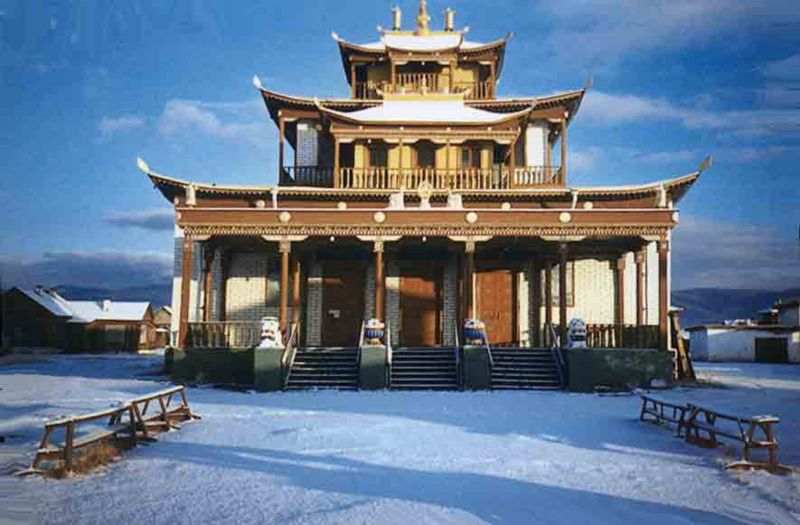
A burjátföldi Ivolga kolostor

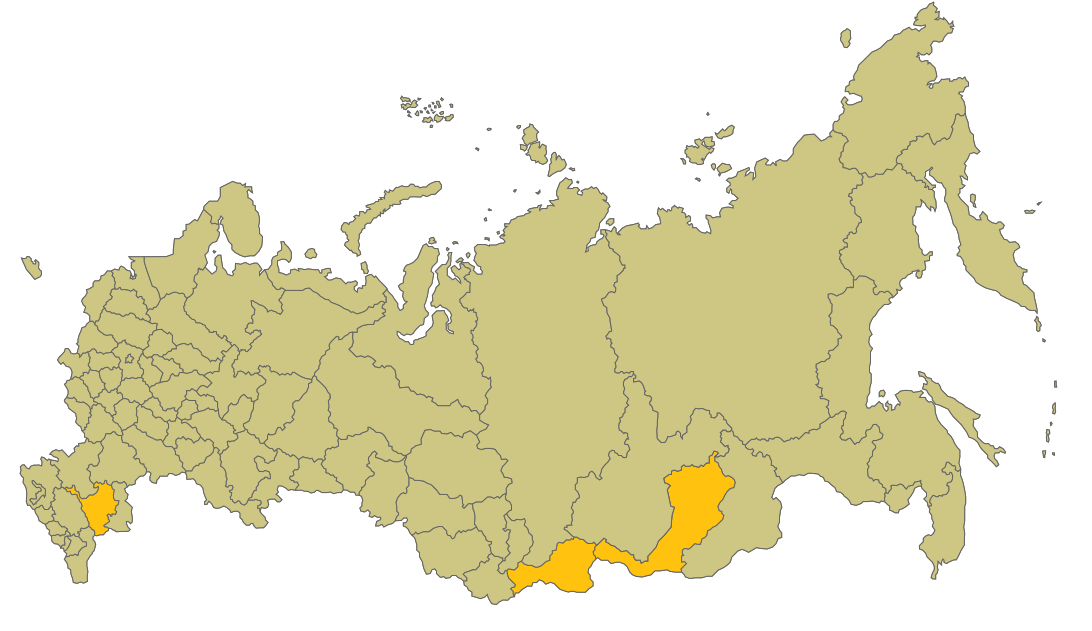
Buddhista többségű területek Oroszországban

Buddhizmus Oroszországban történelmileg a 17. század óta létezik. Ennek ellenére a buddhizmust az ország egyik hagyományos vallásának tekintik és törvényileg a buddhizmus Oroszország történelmi örökségének részét képezi. Burjátföld, Kalmükföld és Tuva történelmi egyházi hagyományain túl a buddhizmus már az egész ország területén jelen van és ma már sok az orosz buddhista gyakorló.
Oroszországban a buddhizmus legfőbb formája a tibeti buddhizmusba tartozó Gelugpa iskola, a többi tibeti buddhista irányzat kevésbé jelentős. Annak ellenére, hogy a tibeti buddhizmust leginkább Tibethez szokás kötni, azonban ez a buddhista irányzat Mongólia vallása is és onnan került Oroszországba.
Elsősorban a mongol határ mentén lévő orosz területekre terjedt át a buddhizmus, vagy azokra a területekre, ahol a lakosság többsége a mongol etnikumhoz tartozott: Burjátföld, Bajkálontúli határterület, Tuva és  Kalmükföld. A Kaukázus-hegységtől északra fekvő Kalmükföld Európa egyetlen buddhista többségű területe. 1887-re már 29 kiadó és számos dácán (buddhista egyetem) működött. Az 1917-es oroszországi forradalmak után a dacanokat bezárták. Az 1930-as évekre a buddhisták többet szenvedtek, mint bármely más vallási csoport a Szovjetunióban. A lámákat elűzték és azzal gyanúsították, hogy "japán kémek" és az "emberek ellenségei".
A Szovjetunió összeomlása után Kalmükföldön elkezdődött a buddhista újjáéledés, amikor megválasztották Kirsan Iljumzinov elnököt. Hasonló volt a helyzet Burjátföldön és Tuvában és az ország több részére is eljutott a buddhizmus.
1992-ben először látogatott a dalai láma Oroszországba, Tuvába.
Oroszország szerte léteznek buddhista egyetem-kolostorok, az ún. dácánok, főleg Szibériában.